# 奧拉夫一世 (挪威)

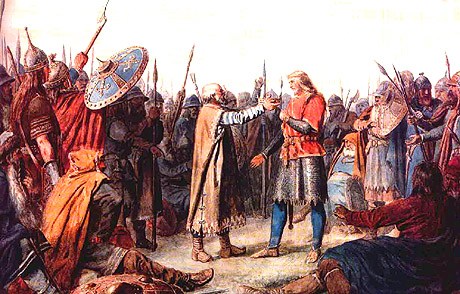
奧拉夫·特里格維松登上挪威王位

奧拉夫一世（英語：Olaf Tryggvasonn，全名為“奧拉夫·特里格維松”，綽號赤膊王，挪威國王（995年－1000年）。奧拉夫·特里格維松是維肯王特里格維·奧拉夫松的兒子。根據後世的薩迦，奧拉夫是金髮王哈拉爾的曾孫。

## 生平

### 早年
奧拉夫出生的日期和地點都不能確定。最早的挪威書面資料來源於十二世紀末的挪威史記指出奧拉夫出生在奧克尼群島，因為他的母親逃離那里以逃避殺死奧拉夫父親的兇手。另一個12世紀後期的消息來源挪威列王紀聲稱奧拉夫的母親因為同樣的原因在三歲時與奧拉夫一起逃往奧克尼。所有的傳記都同意奧拉夫最終來到基輔羅斯，特別是基輔大公弗拉基米爾一世的王庭。
《挪威王列傳》中的版本是最精細的，但也是最近代版本，並介紹早期資料中沒有的故事元素。它聲稱奧拉夫是在963年他父親被謀殺後不久出生的，而其他消息來源則表明日期在964年和969年之間。但是若果奧拉夫是於964年和969年之間出生對他聲稱是金髮王哈拉爾的後裔以及他聲稱繼承王位的合法性提出質疑。斯諾里·斯蒂德呂松在奧拉夫·特里格維松傳奇中聲稱奧拉夫出生在Fjærlandsvatnet的一個小島上，他的母親是Eirik Bjodaskalle的女兒阿斯特麗德·埃里克斯多塔，正在躲避由血斧王埃里克的兒子灰袍王哈拉爾領導的殺手。
灰袍王哈拉爾和他的兄弟們剛從他的叔父（好人）哈康一世手中奪取了王位。阿斯特麗德逃到她父親在奧普蘭的家中，然後去了瑞典，在那裡她認為她與奧拉夫是安全的。灰袍王哈拉爾派遣使者前往晉見瑞典國王，並要求允許將這名男孩帶回挪威由他的母親Gunhild撫養長大。瑞典國王給使者人馬幫助找回這男孩，但無濟於事。經過短暫的扭打，阿斯特麗德（和她的兒子）再次逃離。這次他們的目的地是基輔羅斯，阿斯特麗德的兄弟西格正在為基輔大公弗拉基米爾一世效力。奧拉夫在諾夫哥羅德的商船上起航時已經三歲。旅程並沒有成功：在波羅的海，他們被愛沙尼亞的維京人捕獲，船上的人一是被殺，一是被當作奴隸。
奧拉夫和他的養父索羅爾以及他的兒子托爾吉斯一起成為了一個名叫克勒克肯的維京人的財產。克萊克爾認為索羅爾太老，無法作為奴隸所以將他殺死，然後將這兩個男孩賣給了一個名叫克萊克的男子以換取一頭公羊。然後奧拉夫賣給了一個名叫雷亞斯的男人以換取一件精美的斗篷。六年後，舅父西格·埃里松前往愛沙尼亞為弗拉基米爾一世徵稅。他看到一個看起來不像土生土長的男孩。他便問那個男孩他的家人，男孩告訴他名叫奧拉夫·特里格維松，是特里格維·奧拉夫松與阿斯特麗德·埃里克斯多塔所生的兒子。西格然後前去找雷亞斯並從他手上的奴隸買下奧拉夫和托爾吉斯，並帶著他們回到諾夫哥羅德，生活在弗拉基米爾一世的保護下。
仍然根據挪威王列傳的說法，在諾夫哥羅德市場的一天，奧拉夫遇到了殺死養父的兇手克勒克肯。奧拉夫用斧頭打在克勒克肯頭上。一名暴徒跟隨這個小男孩逃離他的保護者女王奧洛娃，意圖殺死他的不當行為。 只有在奧洛娃為奧拉夫支付大批贖款後，暴民才冷靜下來。隨著奧拉夫年齡的增長，弗拉基米爾讓他成為首席武裝人員，但幾年後，國王對奧拉夫以及他與士兵的受歡迎程度保持警惕。弗拉基米爾一世害怕奧拉夫可能對他的統治構成威脅，他不再視奧拉夫為朋友。奧拉夫決定在其他地方尋求財富，並向波羅的海出發。

### 海盜時期
根據挪威王列傳，在離開諾夫哥羅德後，奧拉夫成功襲擊定居點和港口。982年，他遇到了暴風雨並在文德蘭港口，在那裡他遇見了國王布里茲萊夫（King Burizleif）的女兒蓋拉公主。蓋拉公主統治了奧拉夫登陸溫德蘭的地方，並且見議奧拉夫和他的手下留在此處過冬。奧拉夫接受此見議並在向女王求婚後，最後兩人結婚了。奧拉夫開始收回那些在蓋拉統治下拒絕納稅的男爵領地。在這些成功的戰役之後，他再次開始在斯科訥和哥特蘭突襲。

### 與奧托二世的聯盟
神聖羅馬皇帝奧托二世組建了一支由撒克遜人、法蘭克人、弗里斯人和溫德蘭人組成的強大軍隊，以對抗北歐異教徒丹麥人。奧拉夫參加了這支軍隊，因為他的岳父是溫德蘭國王。奧托二世的軍隊在石勒蘇益格附近長城的丹纳維奥克遇見丹麥國王藍牙哈拉爾德和在他轄下的挪威統治者哈康伯爵的軍隊。奧托二世的軍隊無法打破防禦工事，所以他改變了戰術，並帶著一支龐大的艦隊駛向日德蘭。奧托在那裡贏得一場大戰，並迫使哈拉爾德和哈康與他們的軍隊皈依基督教。奧托二世的軍隊隨後返回家園。哈拉爾德堅持他的新宗教，但哈康伯爵回家後便繼續崇拜古斯堪的那維亞宗教。

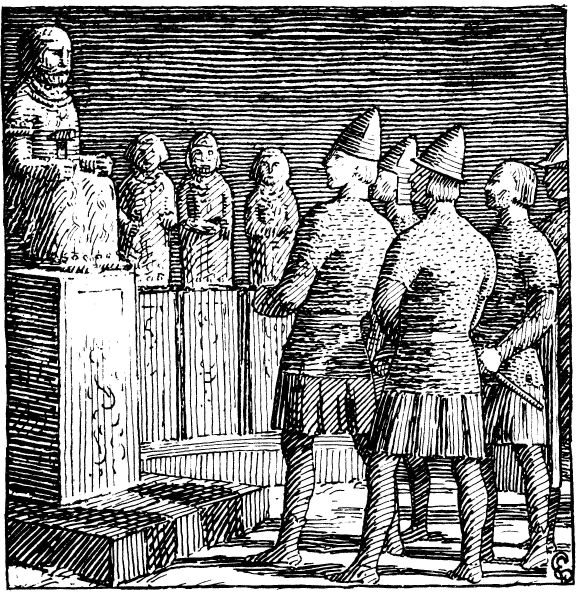
奧拉夫身在托爾的神廟中。(由Halfan Egedius繪畫)

### 蓋拉之死和改宗
當奧拉夫在溫德蘭度過三年之後，他的妻子蓋拉便去世。奧拉夫從她的死亡中感到非常悲傷，以至於他無法再在溫德蘭逗留，並於984年開始再次出海掠奪。他從菲士蘭一路掠奪到赫布里底群島。四年後，他登陸了在錫利群島的其中一個島上。奧拉夫聽說那裡有一位的先知在居住。為了測試先知，他派他的一個人認作奧拉夫。但先知並沒有被愚弄。所以奧拉夫便去看此隱士，並確信他是一位真正能預知未來的算命先生。先知告訴他：
你將成為一位知名的國王，並做出有名的行為。你將為許多人帶來信仰和洗禮，並且為你自己和他人帶來好處；因而你可能對這個答案的真實性毫不懷疑，請聽聽這些令牌。當你來到你的船上時，許多人將密謀攻擊你，然後隨後會發生一場戰鬥，許多人將會墮落，你將受傷幾乎致死，並為你的船帶上盾牌; 七天之後，你必須受傷，並立即讓自己受洗。
會面結束後，叛亂分子襲擊奧拉夫，他受傷但倖存下來，結果他皈依了基督教。
大衛·休·法默（David Hugh Farmer）在“牛津聖徒字典”中的寫道：“認出在夕利群島的聖海倫斯島生活在的聖萊德的先知是「極具誘惑的」”。
根據另一個說法，坎特伯雷大主教聖阿爾菲奇於994年在英國漢普郡的安德沃附近為他施洗。然而，將阿爾菲奇寫入“牛津國家人物傳記大辭典”的作者Henrietta Leyser表示，奧拉夫早已受洗，並且在994年於安德沃所發生的事件是用以堅定他的信仰，這是一份丹麥稅賦條約的其中一部分，使他不再同意襲擊英格蘭。

### 迎娶吉達
988年，奧拉夫航行到英格蘭，因為都柏林國王奧拉夫·庫蘭的妹妹吉達女王召集了一次民眾大會。吉達是伯爵的遺孀，正在尋找新的丈夫。很多男士慕名而來，但是吉達挑選了奧拉夫，雖然他穿著衣衫襤褸，其他男人穿著上好衣服。兩人即將結婚時，突然有一名男子阿爾弗維爾提出反對意見，並向奧拉夫和他的手下挑戰進行斯堪的納維亞決鬥或荒島决鬥。然而奧拉夫和他的士兵與阿爾弗雷德的船員作戰並贏得每場戰鬥，但並沒有殺死他們中的任何一人，而是將他們束縛。阿爾弗維爾被告知要離開這個國家，並再也不能回來。吉達和奧拉夫終於結婚，他們在英格蘭度過一半的時間，而另一半在愛爾蘭度過。

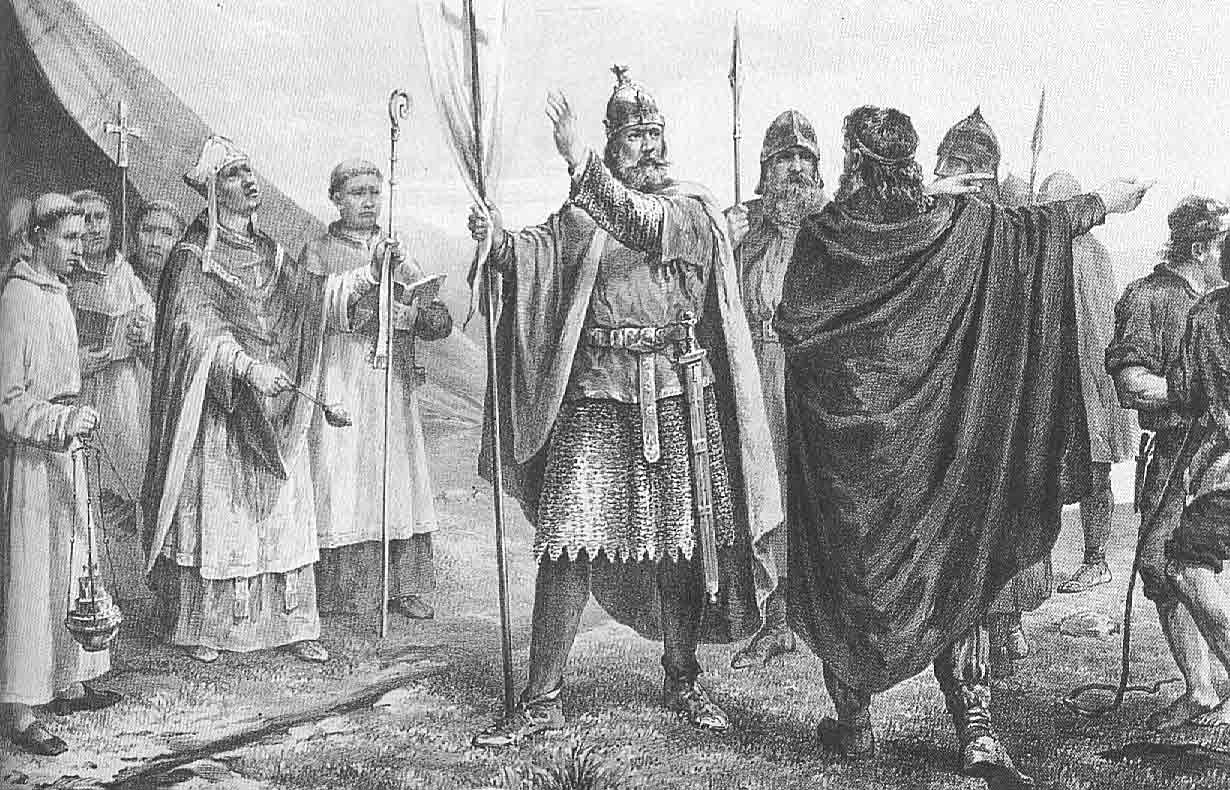
奧拉夫的艦隊在挪威登陸。
晝像由Peter Nicolai Arbo繪製

### 登上王位
有關擁有挪威血統而身在愛爾蘭的真命天子傳言於995年開始在挪威傳出。這引起了哈康伯爵的注意，他將Thorer Klakka送到愛爾蘭，偽裝成商人，看看奧拉夫是否是特里格維·奧拉夫松的兒子。哈康伯爵告訴Thorer，如果奧拉夫真是王族血裔，要把他誘到挪威，那麼哈康伯爵可以讓奧拉夫在受制他的權力之下。Thorer與奧拉夫結識並告訴他挪威的情況，哈康伯爵已經變得不受民眾歡迎，因為他經常把精英的女兒當作嬪妃，認為這是他作為統治者的權利。哈康伯爵很快厭倦了這些嬪妃，並在一兩個星期後送他們回家。 由於哈康伯爵的實力亦因為他拒絕基督教信仰而與丹麥國王的開戰而被削弱。
奧拉夫抓緊這個機會，將自己的艦隊駛向挪威。當他到達時，許多人已經反抗哈康伯爵，哈康伯爵被迫躲在豬圈裡挖洞，和他的奴隸卡克一起。當奧拉夫遇到叛亂分子時，他們接受奧拉夫作為他們的國王，並與奧拉夫一起開始尋找哈康。他們最終來到哈康伯爵和卡克藏匿的農場，但沒有找到他們。奧拉夫在豬圈外面舉行了一次會議，並承諾給殺死哈康伯爵的人帶來巨大的回報。洞裡的兩個人聽到了這番話後，哈康伯爵開始對卡克不信任，擔心他會因為獎勵而殺死自己。但是哈康伯爵無法離開豬圈，也無法無限期地保持清醒，當他睡著時，卡克用刀子將哈康伯爵斬首。第二天，卡克去見奧拉夫並並向送上哈康的頭臚。奧拉夫並沒有獎勵他，而是將他斬首。
在確認成為挪威國王後，奧拉夫前往挪威未受哈康伯爵統治的部分地區（效忠丹麥國王的領地），領主們宣誓效忠奧拉夫。然後奧拉夫要求他們都要受洗，他們只好不情願的地同意他的要求。

### 統治期間

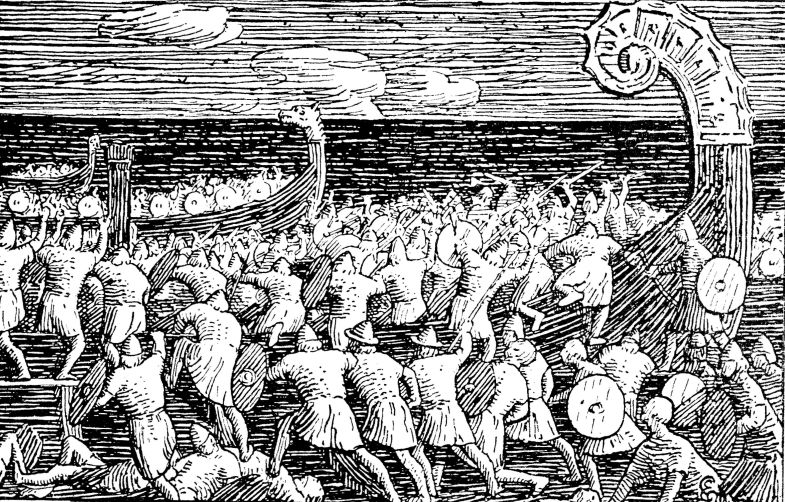
奧拉夫的主艦“長蛇號”在斯瓦爾巴海戰期間受到攻擊（畫像來自畫家Halfan Egedius)

997年，奧拉夫一世在特隆赫姆成立他的政府，在那裡他首先與反對哈康的反抗者舉行會議。這是一個合適的地點，因為此處河道扭曲因而形成一個半島，因此只需要一道短的城牆即可輕鬆防禦地面攻擊。
奧拉夫一世在他的統治期間繼續宣揚基督教。他為探險家萊夫·埃里克松（Leif Ericson）施洗，埃里克森其後帶著一名牧師回到格陵蘭，使他的其他親屬皈依基督教。奧拉夫一世還將奧克尼群島的人民和貴族改奉基督教。那時，奧克尼群島是挪威的一部分 。
有人認為，奧拉夫一世的野心是將斯堪的納維亞半島成為只信奉基督教的地方來統治，眾所周知的是他向瑞典皇太后赫迪的西古麗德求婚，但由於她堅定的異教信仰，談判告吹。奧拉夫用手套抽她的耳光，因此奧拉夫一世成了她的敵人，日後她不單嫁給奧拉夫一世的敵人丹麥國王斯文一世，其後要求兒子瑞典國王奧洛夫·舍特康努格與丹麥聯盟共同攻打挪威。另一方面，奧拉夫一世毫不猶豫地因為迎娶了斯文一世的姊姊丹麥的泰拉因而與斯文一世爭吵，因為泰拉與她的異教徒丈夫即半神話的“溫德蘭國王”布里茲萊夫（奧拉夫一世的前岳父）離異，蔑視她弟弟的權威。
奧拉夫一世的溫德蘭和愛爾蘭妻子都為奧拉夫帶來了財富和好運，但是，根據薩迦的說法，他們也是他步向滅亡的原因，因為正是在1000年進行的一次探險中，他從布里茲萊夫手中奪回他的領地時被瑞典、丹麥和溫德蘭的聯盟艦隊以及哈康伯爵的兒子拉德伯爵埃里克·哈康松的艦隊在斯瓦爾巴被攔截。斯瓦爾巴戰役以挪威國王的死亡告終。奧拉夫一世在他的主艦、北方最強大的船“長蛇號”上戰鬥到至最後，終於奧拉夫一世從船上跳入海中，從此消失於人世。

### 其後
在斯瓦爾巴戰役後的一段時間裡，有傳聞稱奧拉夫一世在跳入海中倖存下來並安全地活下去。根據斯諾拉松的記載包括在羅馬，耶路撒冷以及歐洲和地中海其他地方都有見到奧拉夫一世的報告。據稱英格蘭國王埃塞爾雷德和奧拉夫一世的妹妹阿斯特麗德在奧拉夫一世被推定死亡後很久仍然收到了奧拉夫的禮物。斯諾拉松記載最後目擊事件是發生於1046年。
奧拉夫一世死後，挪威由丹麥接管，成為丹麥王國的一部份。而哈康伯爵的兒子埃里克·哈康松及斯維·哈康松在斯文一世授權下，成為挪威總督，從1000年統治挪威。